# Boże igrzysko
Boże igrzysko. Historia Polski – publikacja Normana Daviesa traktująca o dziejach Polski, przez wielu historyków uznawana za jedną z najlepszych książek historycznych o Polsce napisanych przez autorów niepolskojęzycznych. Po raz pierwszy wydano ją w 1981 (w dwóch tomach; od 1999 jest to jeden tom). W 2006 ogłoszone zostało wydanie poszerzone przez autora.
Tytuł został wzięty z fraszki Jana Kochanowskiego:
Nie rzekł jako żyw żadnej więtszej prawdy z wieka,

Jako kto nazwał bożym igrzyskiem człowieka.
Wybór fragmentów w tłumaczeniu polskim ukazał się bezdebitowo nakładem warszawskiego Wydawnictwa Przedświt w 1987 i Wydawnictwa Gdańskiego w 1988.
Pełne wydania polskie:
- Znak, Kraków 1989, 2 t. (812 i 905 s.), ISBN 83-7006-052-8 (dodruki 1990, 1991, 1992, 1993, 1994)
- wyd. IV: Znak 1996, 2 t. (680 i 797 s.), ISBN 83-7006-506-6 i ISBN 83-7006-514-7 (dodruki 1997, 1998, 1999)
- wyd. V jednotomowe: Znak 1999 (1183 s.), ISBN 83-7006-911-8 (dodruki 2001, 2005)
- wyd. VI poszerzone: Znak 2006 (1230 s.), ISBN 83-240-0654-0 (dodruki 2007, 2008, 2010, 2023)